# Andrea Corr
Andrea Jane Corr MBE (Dundalk, 17 de maio de 1974) é uma cantora irlandesa, vocalista da banda de folk-rock e pop-rock The Corrs, formada por ela e mais três irmãos, Caroline, Sharon e Jim, dos quais é a mais nova. Além dos vocais, ela também toca tin whistle e piano.
Com a banda, Andrea lançou cinco álbuns de estúdio, dois de grandes sucessos, um de remix e dois ao vivo. A banda se encontra em recesso desde que os outros irmãos se recolheram à vida privada criando filhos enquanto Andrea se lançou em carreira solo, com o álbum Ten Feet High, de 2007. Seu segundo álbum, de 2011, foi feito inteiramente de covers de canções importantes na sua infância.[carece de fontes?]
Envolvida em atividades de caridade, ela e a banda fizeram vários concertos em prol de instituições como Pavarotti & Friends e 46 664, número de Nelson Mandela nos 25 anos em que esteve prisioneiro, e denominação de uma série de concertos para ajudar a Fundação que leva o nome do líder sul-africano a levantar fundos para o tratamento da AIDS na África. Andrea e seus irmãos foram nomeados MBE honorários pela rainha Elizabeth II em 2005, por sua contribuição musical e assistencialista.
No cinema, Andrea já participou em pequenos papéis de filmes como Evita e The Commitments - Loucos pela Fama, emprestando a sua voz na parte de canto à personagem Kayley, do desenho animado A Espada Mágica, de 1998.[carece de fontes?]
Ela é casada desde 2009 com um executivo do mercado financeiro britânico, Brett Desmond, filho do multimilionário irlândes Dermot Desmond, e tem dois filhos, Jean, nascida em abril de 2012 e Brett, em janeiro de 2014.